# Стівен Каллахен
Стівен Каллахен (англ. Steven Callahan; 6 лютого 1952) — американський журналіст і яхтсмен, відомий тим, що в 1982, зазнавши корабельної аварії, за 76 днів перетнув Атлантичний океан на надувному рятувальному плоту. Книга про цю подорож «У дрейфі: 76 днів у полоні у моря» (Adrift: 76 Days Lost At Sea, 1986) протрималася в списку бестселерів газети «Нью-Йорк Таймс» 36 тижнів.
Писав для яхтових журналів, в тому числі Sailor, був редактором видання Cruising World, конструював яхти.

## 76 діб в океані
Восени 1981 відплив з Ньюпорта для участі в одиночній гонці Mini transat 6.50 на 6,5 метровому шлюпі «Наполеон-Соло». Відвідавши Пензанс, вибув з гонки в Ла-Коруньї, і був змушений стати на ремонт. 29 січня 1982 вийшов з Ель-Йерро на Канарських островах, прямуючи в Антигуа. 5 лютого в результаті недільного шторму шлюп затонув (Каллахен вважав, що його міг протаранити кит) в 450 милях від островів Зеленого Мису.
Після катастрофи, врятувався на шестимісному надувному плоті фірми Avon, що складається з двох кільцевих надувних камер, з м'якою гумовою підлогою і тентом, діаметром близько 6 футів (1,8 м). Гарантійний ресурс плоту становив лише 40 діб. З майна на плоту були навігаційні карти, гарпунна рушниця, два сонячних опріснювача води і спальний мішок, а також книжка про виживання у відкритому морі.
Пліт дуже повільно несло Південною Пасатною течією. Не маючи навігаційних приладів, Стівен зробив подобу секстанта з олівців. Оскільки швидко закінчувалися запаси провіанту, полював на дорад і спинорогів (всього за 76 днів він зловив 12 дорад і 12 спинорогів), іноді вдавалося спіймати птаха або кілька летючих риб. Їжу вживав сирою або злегка підв'яленою на сонці; кров, спинномозкова і очна рідина риб дозволяли трохи компенсувати зневоднення організму. Сонячні опріснювачі перший час дозволяли отримувати близько півлітра прісної води на добу, вдавалося також збирати дощову воду. Оскільки пліт був дуже невеликий, а радіомаяк виявився неефективний, Каллахен не помітили дев'ять суден, повз які він пропливав, і йому доводилося покладатися тільки на власні сили. На 41-й день дрейфу він убив, але втратив велику дораду, а на 42-й зламав гарпун і розпоров одну з двох надувних камер свого плоту. Наслідки аварії були усунені тільки на 53-й день дрейфу.
Було багато й інших пригод: хвилі ледь не перекидали пліт, нападала акула, на 56-й день — отруєння фарбою, що облазила з тенту і потрапила в питну воду. На 75-й день — 20 квітня 1982 — течія принесла пліт до острова Марі Галант, наступного дня Стівена підібрали рибалки, що звернули увагу на велику зграю птахів над плотом.
Каллахен перетнув Атлантичний океан на дистанції приблизно 1800 морських миль (3300 км), втратив третину маси тіла (19,9 кг), і був покритий численними виразками — його шкіру роз'їдала морська вода. При цьому Каллахен так і не захворів на цингу, оскільки отримував вітаміни з крові риб.
Свій досвід виживання Каллахен узагальнив у мемуарах про дрейф, а також довіднику для виживання в морі, а ряд власних відкриттів, зроблених в ході дрейфу, запатентував і використовував для розробки більш досконалих засобів порятунку на водах.

## Цікаві факти
У 2012 році Енг Лі запросив Каллахена брати участь як консультанта з виживання в морі при створенні фільму «Життя Пі». Каллахен також виготовив снасті для героя фільму.